# Ordinul „Coroana României”
Ordinul „Coroana României” a fost înființat de regele Carol I în 14 martie 1881, după ce România a fost proclamată regat. Coroana României – în grad de cavaler – ordin ce avea menirea de a răsplăti servicii deosebite aduse statului, se conferea atât militarilor, cât și civililor. Proiectul modelului de medalie a fost realizat de artistul român Theodor Aman.

## Grade
Ordinul avea cinci clase, majoritatea cu un număr limitat.

### 1881
La început, numărul beneficiarilor români în viață, în orice moment, era limitat la următorii:
- Mare Cruce (limitat la 25 membri)
- Mare Ofițer (limitat la 80 membri)
- Comandor (limitat la 150 membri)
- Ofițer (limitat la 300 membri)
- Cavaler (numere nelimitate)

### 1932
În 1932, a fost majorat numărul maxim de beneficiari români în viață în orice moment:
- Mare Cruce (limitat la 150 membri)
- Mare Ofițer (limitat la 300 membri)
- Comandor (limitat la 500 membri)
- Ofițer (limitat la 1500 membri)
- Cavaler (numere nelimitate)

### 1938 (civil)
În februarie 1938, numărul maxim de beneficiari români în viață în orice moment a fost mărit pentru versiunea civilă a ordinului:
- Mare Cruce (limitat la 200 membri)
- Mare Ofițer (limitat la 400 membri)
- Comandor (limitat la 1000 membri)
- Ofițer (limitat la 2000 membri)
- Cavaler (numere nelimitate)

### 1938 (militar)
În 1938, o nouă versiune a ordinului a fost creată special pentru personalul militar. Aceasta prezenta o coroană între cruce și panglică. La momentul creării au fost statuate următoarele numere maxime totale de beneficiari români în viață la un moment dat:  Distincțiile în timp de război nu au fost luate în considerare în acest număr..
- Mare Cruce (limitat la 50membri)
- Mare Ofițer (limitat la 100 membri)
- Comandor (limitat la 250 membri)
- Ofițer (limitat la 500 membri)
- Cavaler (numere nelimitate)

## Descriere

### Varianta din 1881

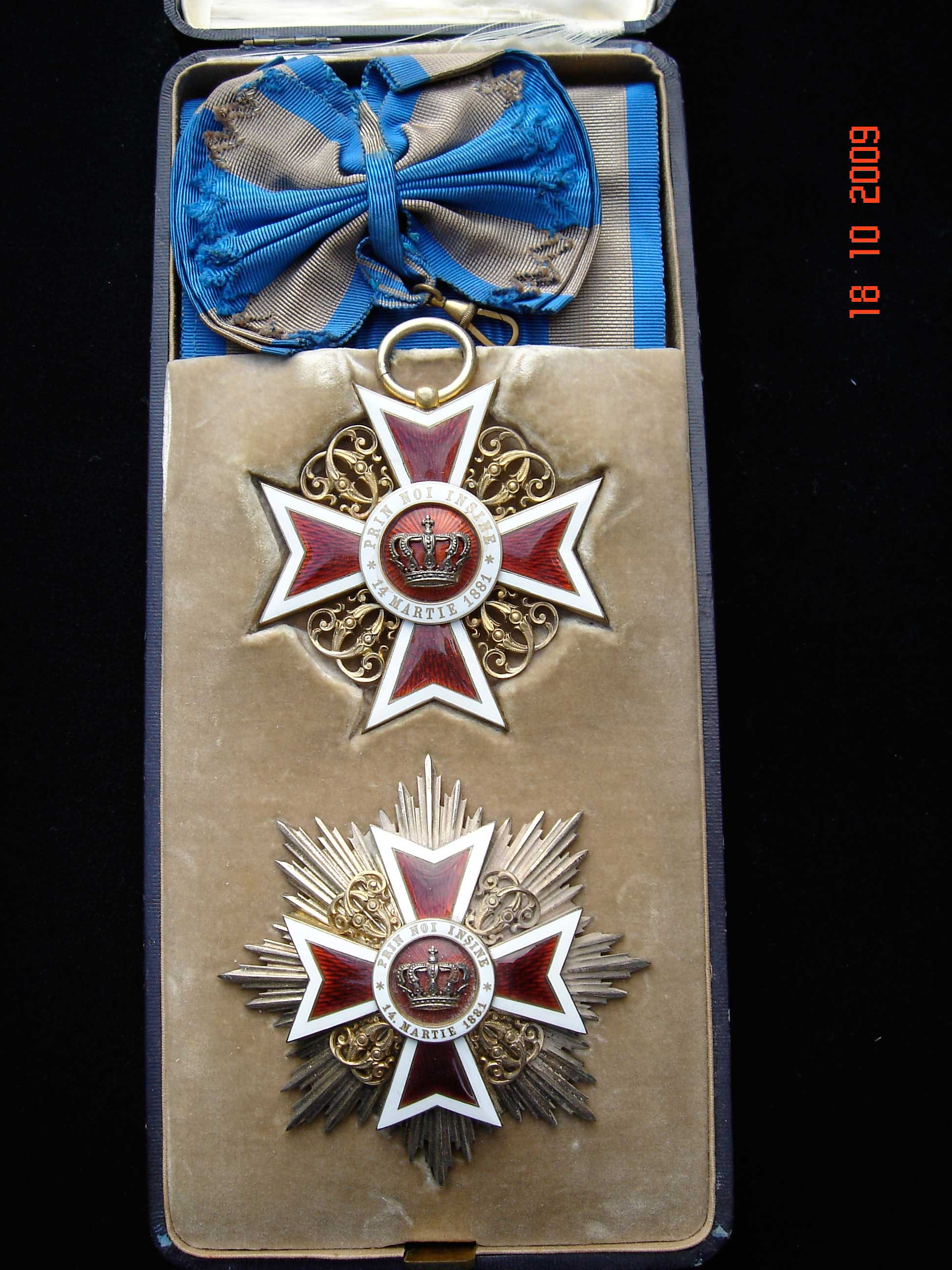
Mare Cruce, tip 1, civil, în cutie originală
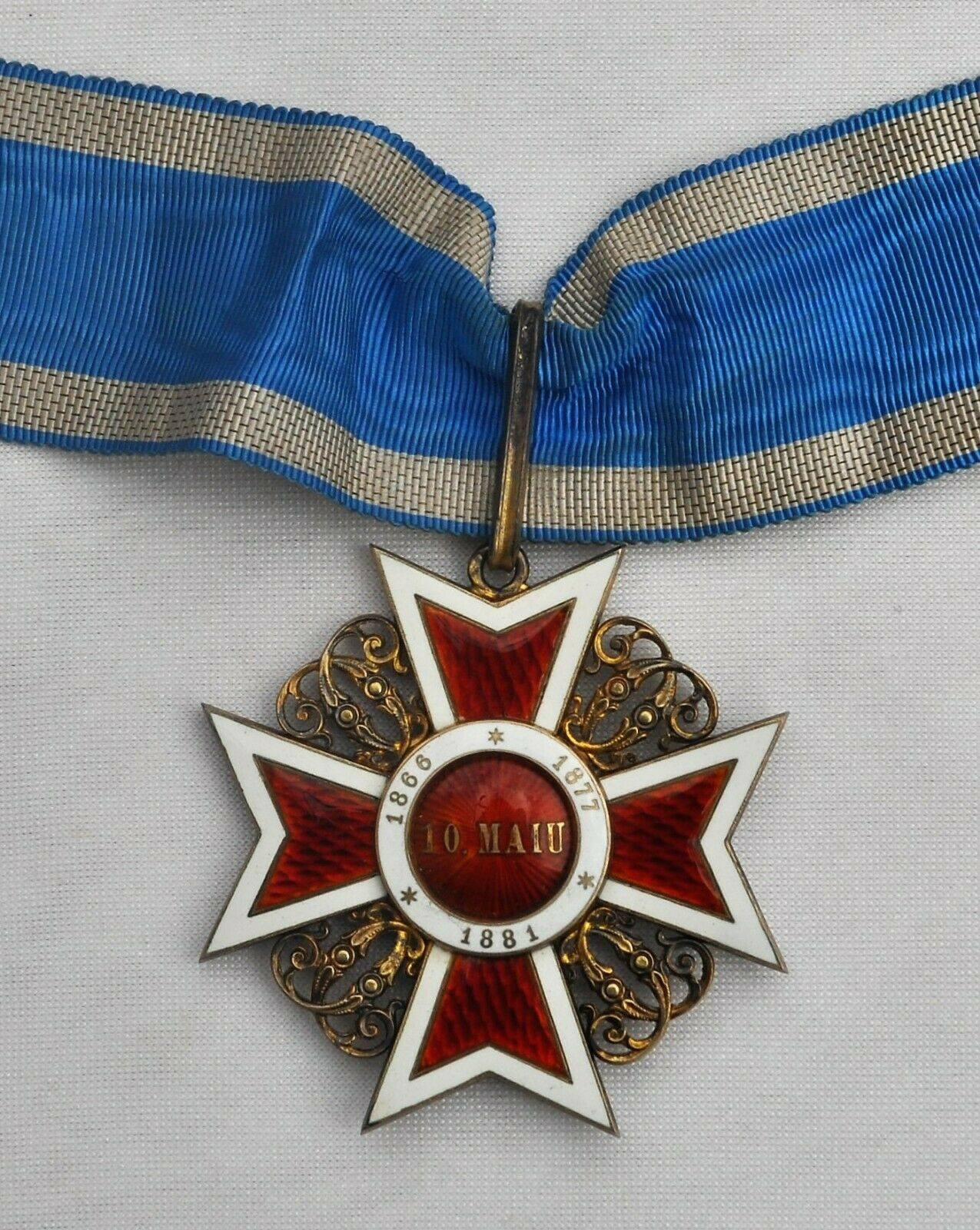
Comandor (revers), tip 1, civil
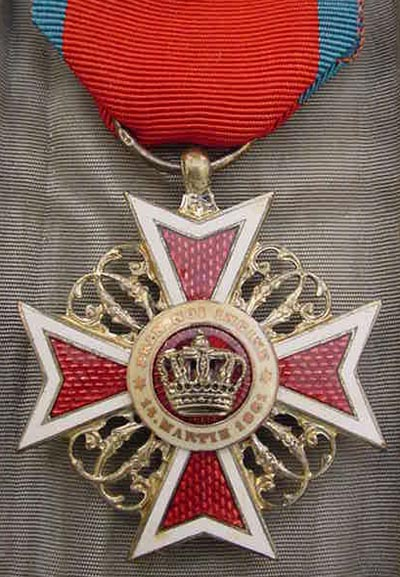
Cavaler: Tipul 1, civilă, pe o panglică pentru curaj militar, o combinație atipică.
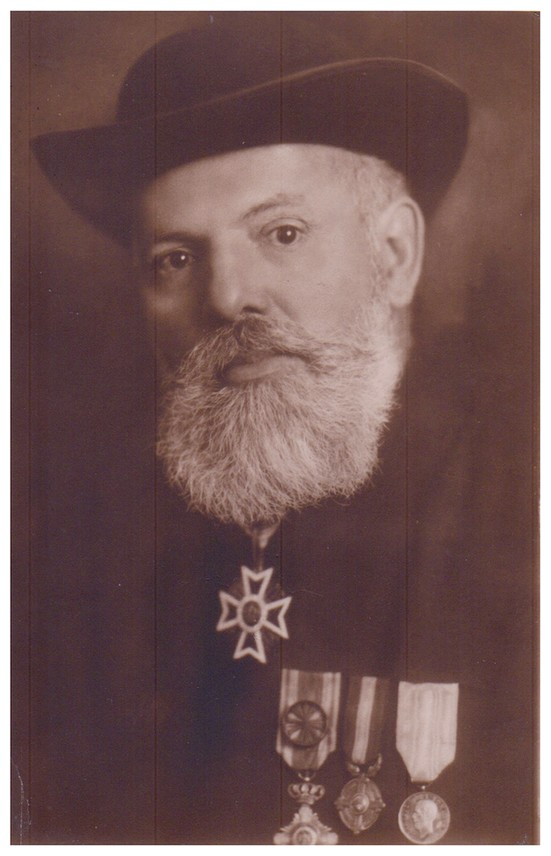
Alexandru Munteanu poartă o cruce de comandor, tip 1, civil.
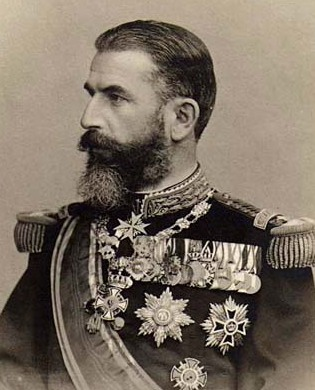
Carol I, rege al României, purtând steaua de Mare Cruce de tip 1 (în dreapta).

Decorația se prezintă astfel:
- Pe avers conține o cruce de Malta, cu dimensiunea de 40 mm, smălțuită roșu, cu marginile de metal. În centru are un medalion rotund din același smalț roșu si cu o bordură albă. Medalionul poartă pe avers coroana regală de argint și pe bordură inscripția „Prin noi înșine – 14 martie 1881”. Între brațele crucii se află cifra regelui Carol I, din metal.
- Pe revers, în mijloc apare inscripția „10 Mai”, iar pe bordură inscripția „1866-1877-1881”.

Panglica ordinului este albastră, cu câte o dungă de argint pe margine.
Versiunea pentru militari, avea pe revers două spade.

### Varianta din 1932

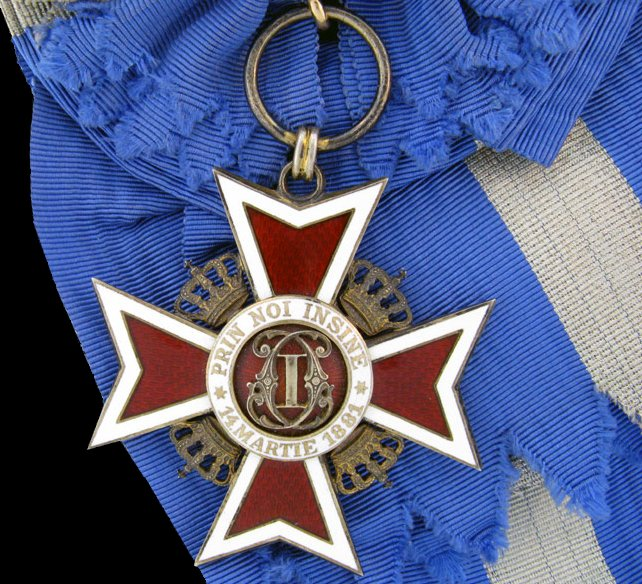
Mare Cruce. Tip 2, civil.
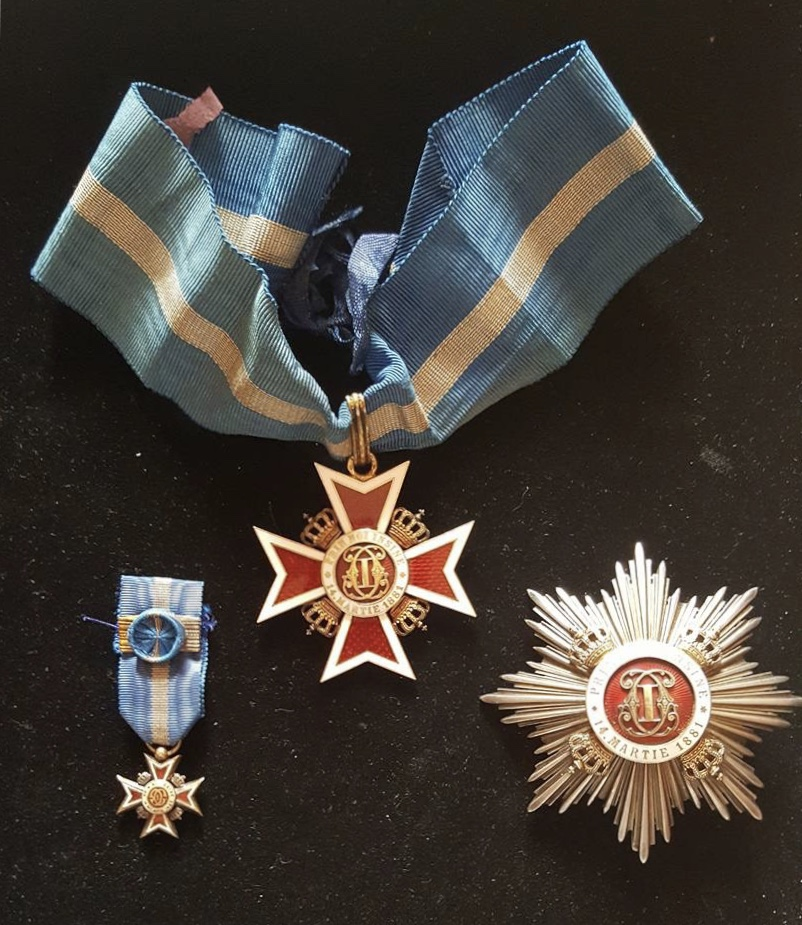
Mare Ofițer. Stânga: Ofițer (miniatură) Tip 2, civil.
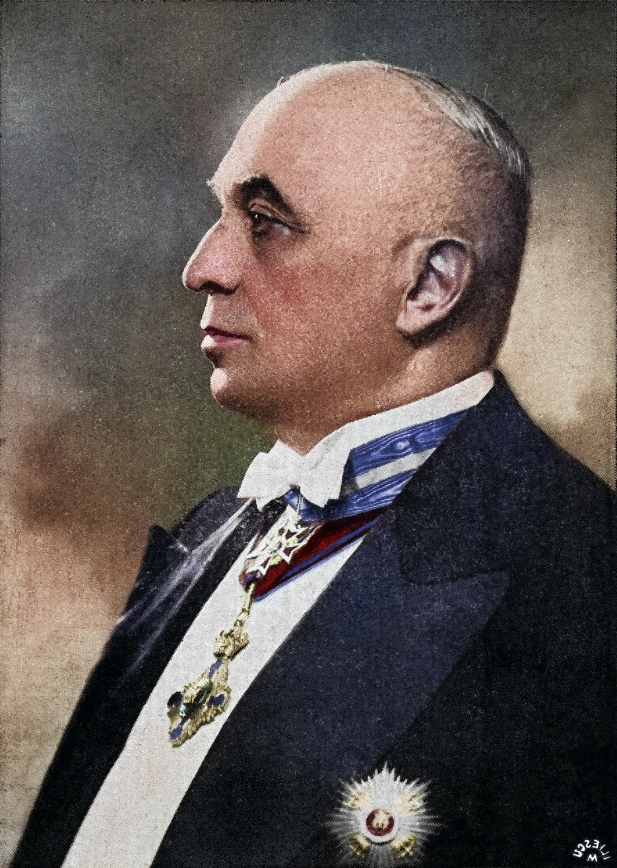
Dr Dimitrie Tușinschi, Mare Ofițer, acordat în 1936. Tip 2, civil.

Este practic identică cu versiunea din 1881, cu deosebirea că pe avers în locul coroanei regale apare cifra regală, iar între brațele crucii în loc de cifra regală apare coroana regală.

### Varianta din 1938

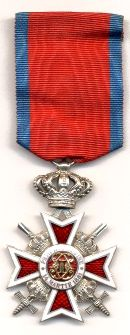
Cavaler, militar tip 2, cu săbii încrucișate care semnifică o distincție de război.
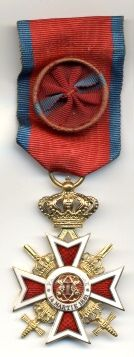
Ofițer, militar tip 2, cu săbii încrucișate care semnifică o distincție de război.

Era destinată militarilor, fiind cu spade. Pentru merite deosebite era suspendată de o coroană. Panglica era albastră cu o dungă argintie lată pe mijloc și câte una aurie la extremități. Pentru merite deosebite în confruntarea cu inamicul ordinul putea fi conferit și cu panglica Medaliei Virtutea Militară (o panglică roșie cu câte o dungă albastră la extremități).
Ordinul avea cinci clase: Cavaler, Ofițer, Comandor, Mare Ofițer și Mare Cruce. În total au existat 29 de variante. Inspirându-se după modelul ordinului de război german Crucea de Fier, mareșalul Antonescu va hotărî ca la primele trei grade ale ordinelor Steaua României și Coroana României, cu spade și panglica Medaliei Virtutea Militară să se poată acorda – pentru fapte de vitejie deosebite, citate prin ordin de zi – și o „frunză de stejar”, care se atașa pe panglică.

### Varianta din 2011
Ordinul Coroana României, reînființat de regele Mihai la 30 decembrie 2011, devine ordin dinastic (al familiei regale). El va recompensa meritele cetățenilor români și străini care aduc un aport substanțial la dezvoltarea și consolidarea României, prin acțiuni publice sau prin excelență în profesie, pentru fapte puse în slujba statului si a națiunii. Ca și variantele anterioare ordinul are cinci grade: Cavaler, Ofițer, Comandor, Mare Ofițer si Mare Cruce.
Ordinul Coroana României are forma unei cruci cu brațe egale, emailate în roșu, avand de jur-imprejurul brațelor o dungă de email alb, iar între brațe cifrul regelui Carol I. În mijlocul crucii se află un medalion roșu cu o dungă de email alb, pe aversul căruia este aplicată coroana regală de oțel, deviza „Prin noi înșine” și data „14 martie 1881”. Medalionul central de pe revers are pe mijloc, pe emailul roșu, data „10 MAI” și pe cercul din email alb, împrejur, anii „1866-1877-1881”. Panglica este din moar albastru-închis, cu o dungă de culoarea oțelului pe fiecare margine.

## Acordare
Versiunea din 1882 a Ordinului Coroana României cu spade a fost conferită tuturor ofițerilor activi sau în rezervă ai Armatei Române, participanți la luptele din 1916-1917 și 1918-1919.
Versiunea din 1932 avea numărul limitat, cu excepția gradului de Cavaler; ordinul putea avea maximum 1500 Ofițeri, 600 Comandori, 300 Mari Ofițeri și 150 de Mari Cruci, însemnele fiind identice pentru civili și militari, doar din 1938 militarii având însemnul diferențiat.
În ierarhia din cel de-al Doilea Război Mondial era al treilea ordin după Ordinul Mihai Viteazul (cu trei clase) și Ordinul Steaua României (cu șase grade).
Decorația a fost scoasă din uz în 1947 și reintrodusă de regele Mihai în 2011.

## Persoane decorate după reînființarea din 30 decembrie 2011
În grad de Mare Cruce
Anul 2011
1. ✝Regele Mihai I al României
2. ✝Regina Ana a României
3. Majestatea Sa Margareta, Custodele Coroanei
4. Alteța Sa Regală Principele Radu
Anul 2013
5. Alteța Sa Regală Principesa Elena a României
Anul 2014
6. Alteța Sa Regală Principesa Maria a României
7. Președintele Lech Wallesa al Poloniei
Anul 2015
8. Președintele Vytautas Landsbergis al Lituaniei
9. Alteța Sa Regală Principele Lorenz al Belgiei
Anul 2016
10. Alteța Sa Regală Principesa Muna al-Hussein a Iordaniei⁠(d)
Anul 2018
11. Alteța Sa Regală Principesa Sofia a României
12. ES domnul Alexander Philips Nixon
Anul 2022
13. Dr. Jonathan Eyal (Regatul Unit)
În grad de Mare Ofițer
Anul 2022
1. Domnul Ion Tucă
2. Maestrul Adrian Vasiliu
3. Domnul Andrew Popper
4. Doamna Constanța Iorga
Anul 2023
5. Domnul av. dr. Ioan Luca Vlad
În grad de Comandor
Anul 2013
1. ✝ Sir Gavyn Arthur
2. ES domnul Alexander Philips Nixon
3. Domnul Ion Tucă
Anul 2014
4. Doamna Constanța Iorga
5. ✝ Mihnea Constantinescu
6. Dr. Jonathan Eyal (Regatul Unit)
7. Avocatul Adrian Vasiliu
8. Domnul Andrew Popper
9. ✝ Simina Mezincescu
10. ✝ Academicianul Ionel Valentin Vlad
Anul 2015
11. ✝ Frédéric Mitterrand⁠(d) (Franța)
12. Academicianul Ionel Haiduc
13. Guvernatorul Mugur Isărescu
14. Academicianul Gheorghe Duca (Republica Moldova)
15. Domnul Anders Lindberg (Suedia)
16. Domnul Guy Pochelon (Elveția)
17. Profesorul Ștefan Hell (Germania)
Anul 2016
18. Sir George Iacobescu (Regatul Unit)
19. Mitropolitul Teofan al Moldovei și Bucovinei
20. Dr. Anneli Ute Gabanyi (Germania)
21. ✝ Virginia Zeani (SUA)
Anul 2018
22. Mitropolitul și Arhiepiscopul Ioan Robu
Anul 2020
23. Academicianul Ioan-Aurel Pop
Anul 2022
24. Domnul Radu Ghină
25. Arhiepiscopul Miguel Maury Buendía (Vatican)
26. Doamna Nelly Miricioiu (Regatul Unit)
Anul 2023
27. Sir Clive Alderton KCVO (Regatul Unit)
În grad de Ofițer
Anul 2013
1. Avocatul Daniel Kornstein (SUA)
2. ✝ Sergiu Tudose
3. Domnul Dionisie Vitcu
4. ✝ Cristian Dragomir
5. Doamna Sandra Gătejeanu
6. ✝ Nicolae M. Constantinescu
7. Arhiepiscopul Calinic al Argeșului și Muscelului
8. Academicianul Ion Păun Otiman
9. Reverendul Peter Galloway (Regatul Unit)
10. ✝ Silvia Ghelan
11. Domnul Remus Azoiței
Anul 2014
13. Domnul Dinu Antonescu
14. Domnul Florin Georgescu
15. Arhiepiscopul Irineu al Albei
16. Arhiepiscopul și Mitropolitul Onorific Nifon al Târgoviștei
17. Domnul Clive Alderton (Regatul Unit)
18. Domnul Stelian Tănase
19. ✝ Draga Olteanu-Matei
20. ✝ Tamara Buciuceanu-Botez
Anul 2015
21. Academicianul Nicolae Noica
22. Domnul Alexandru Muraru
23. Domnul Andrei Muraru
24. Profesorul Dorin Sarafoleanu
Anul 2017
25. Domnul Adrian Podoleanu
26. Arhitectul Roberto Pirzio Biroli (Italia)
Anul 2018
27. Domnul Teodor Ilincăi
28. Dr. Akkan Suver (Turcia)
29. Ambasadorul Paul Brummell (Regatul Unit)
30. Generalul-maior Gelaledin Nezir
31. Domnul Tiberiu Soare
32. Doamna Alexandra Dăriescu (Regatul Unit)
Anul 2019
33. Domnul Traian Sârcă
Anul 2023
34. Doamna Anca Harasim
35. Domnul Charles Richards CVO (Regatul Unit)
Anul 2025
36. Profesorul Anton Sculean (Elveția)
În grad de Cavaler
Anul 2013
1. Principele Wenceslas de Lobkowicz (Belgia)
2. Doamna Danielle Nobs (Elveția)
3. Doamna Doina Uricariu
4. ✝ Nicolae Licareț
5. Domnișoara Liana Greavu
6. Domnul Cătălin Popescu
7. Domnul Sebastian Brînzaș
8. Domnul Andrei Dimitriu
9. Domnul Dinu Zamfirescu
10. Doamna Catherine Sofianou (Grecia)
11. Profesorul Andrei Pippidi
12. Episcopul Sofronie al Oradei
13. Președintele interimar Ilie Bolojan
14. ✝ Maria Berza
15. Profesorul Augustin Ioan
16. Doamna Sandra Pralong
17. Doamna Lucia Hossu-Longin
18. Doamna Margareta Pâslaru
19. Doamna Marina Voica
20. Doamna Renate Weber
21. Domnul Marian Popescu
22. Doamna Anca Harasim
23. Domnul Pierre Mirabaud (Elveția)
24. Domnul Dorin Chirtoacă (Republica Moldova)
Anul 2014
25. Doamna Iren Arsene
26. Profesorul Adrian Cioroianu
27. Doamna Sofia Vicoveanca
28. Doamna Maria Ciobanu
29. Doamna Jessica Douglas-Home (Regatul Unit)
30. Dr. Horațiu Suciu
31. Domnul Radu Ghină
32. Ambasadorul Stefano Ronca (Italia)
Anul 2015
33. ✝ Albert Roux (Regatul Unit)
34. Doamna Cristina Popescu
35. Episcopul Vincențiu al Sloboziei și Călărașilor
36. Domnul Emil Hurezeanu
37. Generalul de brigadă (r) Eugen Porojan
38. Domnul Tiberiu Soare
40. Dr. Radu Dop
41. Domnul Emil Simiu
42. Domnul Adrian-Silvan Ionescu
Anul 2016
43. ✝ Andrei Vandoros (Grecia)
44. Domnul Teodor Ilincăi
45. Profesorul Florin Stănică
46. Domnul John Florescu (SUA)
Anul 2017
47. Domnul Sorin Alexandrescu
Anul 2018
48. Profesorul Vasile Docea
49. Domnul Ioan Bogdan Lefter
Anul 2020
50. Domnul Leonard Popovici-Chelaru
Anul 2022
51. Doamna Camelia Csiki
52. Domnul Bogdan Șerban Iancu
53. Domnul Costin Semen
54. Doamna Diana Mandache
55. Domnul Virgil Nițulescu
Anul 2023
56. Domnul Fady Chreih
57. Doamna Irina Margareta Nistor
58. Domnul Mihai Covaliu
59. PS Episcopul Vicar Varlaam
60. Domnul Iosif Farkaș
61. Domnul Claudiu Pădurean
62. Doamna Malvina Cservenschi
63. Profesorul Ray Iunius
64. Domnul Valer Dellakeza
Anul 2024
65. Doamna Lidia Voicu
66. General-locotenent (r) Corneliu Postu
67. Ambasador Gabriela Dancău
68. Domnul Nicu Alifantis